# Damiano Rosatelli
Damiano Rosatelli (Genzano di Roma, 4 novembre 1995) è uno schermidore italiano, specializzato nel fioretto. Ha vinto una medaglia d'oro alle Universiadi 2019 nel fioretto maschile e in quello a squadre.

## Biografia
Si allena presso il Frascati Scherma.
Nel 2015 vince il titolo individuale dei Campionati mondiali giovanili di scherma e l’argento a squadre dei I Giochi europei.
Nel 2022 perde la finale per il Campionato italiano Assoluti contro il compagno di sala Carlos Llavador, ma poiché quest'ultimo è spagnolo, Damiano ottiene il titolo di Campione Italiano.

## Palmarès

### Risultati élite
In carriera ha ottenuto i seguenti risultati:
Mondiali militari
Individuale
A squadre
- Bronzo nel fioretto a Nancy 2018

Giochi mondiali militari
Individuale
A squadre
- Bronzo nel fioretto a Wuhan 2019

Giochi europei
Individuale
A squadre
- Argento nel fioretto a Baku 2015

Universiadi
Individuale
- Oro nel fioretto a Napoli 2019

A squadre
- Oro nel fioretto a Napoli 2019

Campionati italiani
Individuale
- Argento nel fioretto a Courmayeur 2022 (campione italiano)
- Argento nel fioretto a Milano 2018
- Argento nel fioretto a Cagliari 2024
- Bronzo nel fioretto a Piacenza 2025

A squadre
- Oro nel fioretto a Cassino 2021
- Oro nel fioretto a Courmayeur 2022
- Oro nel fioretto a Piacenza 2025
- Bronzo nel fioretto a Gorizia 2017
- Bronzo nel fioretto a Palermo 2019
- Bronzo nel fioretto a Cagliari 2024

### Risultati giovani
Mondiali giovanili
Individuale
- Oro nel fioretto a Tashkent 2015

A squadre
- Oro nel fioretto a Tashkent 2015
- Bronzo nel fioretto a Plovdiv 2014

Europei Under-23
Individuale
- Argento nel fioretto a Toruń 2013
- Bronzo nel fioretto a Vicenza 2015

A squadre
- Oro nel fioretto a Vicenza 2015
- Oro nel fioretto a Plovdiv 2016
- Oro nel fioretto a Minsk 2017
- Oro nel fioretto a Erevan 2018
- Bronzo nel fioretto a Toruń 2013

Europei giovani
Individuale
- Oro nel fioretto a Maribor 2015

A squadre
- Argento nel fioretto a Maribor 2015

Europei cadetti
Individuale
A squadre
- Argento nel fioretto a Klagenfurt 2011
- Argento nel fioretto a Parenzo 2012

Campionati del mediterraneo giovani
Individuale
- Argento nel fioretto a Beirut 2011

A squadre
Campionati del mediterraneo cadetti
Individuale
- Argento nel fioretto a Beirut 2011

A squadre